# Dusk Maiden of Amnesia
Dusk Maiden of Amnesia (黄昏乙女×アムネジア?, Tasogare Otome x Amnesia) è un manga scritto ed illustrato da Maybe che è stato serializzato sul Monthly Gangan Joker della Square Enix dal 22 aprile 2009 al 22 novembre 2013, e i cui diritti sono stati acquistati sul suolo italiano dalla Star Comics. Un adattamento anime, prodotto dallo studio Silver Link, è stato trasmesso in Giappone tra l'8 aprile e il 24 giugno 2012.

## Trama (anime)
La storia ruota intorno ad uno studente del primo anno delle scuole medie, Teiichi Niiya che si è appena iscritto all'Accademia Privata Seikyou. Un giorno Teiichi si perde in un'ala del vecchio edificio della scuola, ed incontra una ragazza di nome Yuuko Kanoe che si rivela essere un fantasma affetto da amnesia. Teiichi decide di scoprire di più sulla ragazza, investigando sui numerosi misteri che aleggiano nell'edificio scolastico, alcuni dei quali inventati dalla stessa per combattere la noia. Nel corso della storia, Teiichi e Yuuko scopriranno la verità su numerose storie di fantasmi ed aiuteranno coloro che ne sono coinvolti. Si scoprirà in seguito la verità sulla morte della ragazza: all'inizio degli anni 50 il villaggio in cui viveva Yuuko era sconvolto da un'epidemia che ne decimava la popolazione e gli anziani, ormai disperati, decisero di sacrificare una persona, nel tentativo di porvi fine, secondo un rituale non più in uso da molto tempo.
La scelta ricadde proprio su Yuuko, sfruttando la sorella che ne invocò il nome. Venne così gettata in un sotterraneo (sotto l'ufficio che sarebbe diventato la sede del club) e lasciata lì a morire. Inoltre, prima della morte, provò rabbia e odio non solo nei confronti di coloro che la intrappolarono, ma anche nei confronti di quell'amica che inconsapevolmente ne provocò la morte, per poi subito pentirsi, non volendo essere così nei suoi ultimi istanti. Per questo motivo, dopo la sua morte, da lei si scisse un'altra sé stessa, la "Yuuko Oscura" vista dalla nipote Kirie, che la scambierà per quella vera, dalla quale si distingue per essere piena solo di sentimenti negativi.
Ormai stanca di questo fardello, Yuuko Oscura cerca la Yuuko originale per potersi riunire a lei. Questa difficile situazione viene risolta da Teiichi, che riesce a farla tornare una persona completa. Nell'ultimo episodio, quando ormai ha finalmente svelato il mistero della sua morte ed è tornata ad essere unica, inizia lentamente ma inesorabilmente a passare oltre, non avendo più nulla che la trattenga nel mondo dei vivi. Ormai rassegnati, i due riescono a scambiarsi le ultime tenerezze e a salutarsi prima della scomparsa definitiva del fantasma della scuola.
Tempo dopo, però, accade un fatto inaspettato: mentre si appresta a vuotare l'ufficio usato come sede del club, il protagonista vi ritrova proprio Yuuko. Con l'ultimo bacio che si erano scambiati prima della sua scomparsa, il separarsi da Teiichi è diventato il nuovo rimpianto di Yuuko, elemento che l'ha nuovamente ancorata al nostro mondo, ma questa volta a Teiichi stesso e non alla scuola. A questo punto le vicende del club del soprannaturale possono continuare.

## Personaggi
Teiichi Niiya (新谷 貞一?, Niiya Teiichi)
Doppiato da Tsubasa Yonaga
È il protagonista della storia. Entra a far parte del club delle investigazioni paranormali creato da Yuuko, al fine di trovare ulteriori informazioni sulla morte della ragazza. Alla fine finirà per innamorarsi della ragazza. Cercando di salvare Yuuko dalla sua metà negativa cade e apparentemente sviene, ma in realtà ha un particolare flashback che gli fa rivivere gli ultimi istanti di Yuuko attraverso lei e provando le sue stesse sensazioni, riuscendo a svelare il mistero della sua morte. Dopo questo fa riunire con successo Yuuko alla sua metà oscura, facendola tornare completa. Scoprirà in seguito che l'amica di Yuuko vista nel flashback era sua nonna, e che è stato questo legame a consentirgli di vedere il celebre fantasma della scuola.
Yuuko Kanoe (庚 夕子?, Kanoe Yuuko)
Doppiata da Yumi Hara
Principalmente conosciuta come "Yuuko-san" nelle storie di fantasmi della scuola, Yuuko è il famigerato fantasma della Seikyou Academy ed il presidente del club delle investigazioni paranormali. È una ragazza allegra e si diverte a prendere in giro la gente, ma diventa molto gelosa quando un'altra ragazza si avvicina troppo a Teiichi, come nel caso di Okonagi. Pur essendo zia di Kirie tra le due non corre buon sangue.
Momoe Okonogi (小此木 ももえ?, Okonogi Momoe)
Doppiata da Misato Fukuen
Membro del club delle investigazioni paranormali, ha un debito nei confronti di Teiichi che l'ha salvata dalla leggenda del demone dei sotterranei (inventata da Yuuko) ed è continuamente alla ricerca di nuove storie di fantasmi da proporre al club. È l'unico personaggio che non è in grado di vedere Yuuko.
Kirie Kanoe (庚 霧江?, Kanoe Kirie)
Doppiata da Eri Kitamura
Membro del club delle investigazioni paranormali, anche lei come Teiichi è in grado di vedere Yuuko, che inizialmente credeva fosse uno spirito maligno (avendo precedentemente visto la Yuuko Oscura). Kirie assomiglia molto a Yuuko se non fosse per i capelli corti: sua nonna infatti è la sorella minore di Yuuko. Nonostante il suo carattere un po' scorbutico è terrorizzata dal buio e dai fantasmi (tranne che da Yuuko).

## Media

### Manga
La serie, scritta ed illustrata da Maybe, è stata serializzata sulla rivista Monthly Gangan Joker della Square Enix a partire dal 22 aprile 2009, per un totale di dieci volumi tankōbon pubblicati. Nell'edizione italiana, ogni capitolo è definito con il termine mistero.

#### Volumi
| 1  | 22 agosto 2009 | ISBN 978-4-7575-2655-6 | 20 novembre 2014  | ISBN 978-88-6920-127-1 |
| 1  | Capitoli - Cuore di fanciulla e cielo notturno - Mistero 0 - Nascondemone - Mistero 1 - Yuko-san - Mistero 2 - Dopo la scuola: argento vivo |                        |                   |                        |
| 2  | 22 gennaio 2010 | ISBN 978-4-7575-2779-9 | 15 gennaio 2015   | ISBN 978-88-6920-174-5 |
| 2  | Capitoli - Mistero 3 - La finestra del richiamo - Mistero 4 - Sparizioni - Mistero 5 - Yuko, la fanciulla del crepuscolo (I) - Mistero 6 - Yuko, la fanciulla del crepuscolo (II) - Mistero 7 - Takamatsu e Kakizaki                                                                                             |                        |                   |                        |
| 3  | 22 luglio 2010 | ISBN 978-4-7575-2939-7 | 18 marzo 2015     | ISBN 978-88-6920-235-3 |
| 3  | Capitoli - Mistero 8 - Il ciliegio dei sei anni (I) - Mistero 9 - Il ciliegio dei sei anni (II) - Mistero 10 - Il ciliegio dei sei anni (III) - Mistero 11 - Il fantasma della guardiola - Mistero 12 - La pietra maledetta - Mistero 13 - Yuko-ombra                                                            |                        |                   |                        |
| 4  | 22 gennaio 2011 | ISBN 978-4-7575-3128-4 | 13 maggio 2015    | ISBN 978-88-6920-304-6 |
| 4  | Capitoli - Mistero 14 - Una Yuko - Mistero 15 - Sono tornata - Mistero 16 - Due Yuko - Mistero 17 - E tu chi sei? - Mistero 18 - Amnesia - Capitolo speciale - Le tracce dell'ombra - Capitolo extra - Yuko-san, il fantasma della toilette                                                                      |                        |                   |                        |
| 5  | 22 luglio 2011 | ISBN 978-4-7575-3293-9 | 16 luglio 2015    | ISBN 978-88-6920-373-2 |
| 5  | Capitoli - Mistero 19 - Manichino senz'anima - Mistero 20 - La casa stregata - Mistero 21 - Akahito-san (I) - Mistero 22 - Akahito-san (II) - Mistero 23 - Akahito-san (III) |                        |                   |                        |
| 6  | 22 marzo 2012 | ISBN 978-4-7575-3530-5 | 16 settembre 2015 | ISBN 978-88-6920-459-3 |
| 6  | Capitoli - Mistero 24 - I gemiti delle sei - Mistero 25 - Le gambe nude al crepuscolo - Mistero 26 - I tredici scalini dimensionali - Mistero 27 - Il desiderio di una morta - Capitolo extra - La malinconia dell'attraente esorcista Kirie Kanoe                                                               |                        |                   |                        |
| 7  | 21 aprile 2012 | ISBN 978-4-7575-3569-5 | 14 ottobre 2015   | ISBN 978-88-6920-503-3 |
| 7  | Capitoli - Mistero 28 - La stanza dei sentimenti - Mistero 29 - Il disegno nero - Mistero 30 - La maledizione (I) - Mistero 31 - La maledizione (II) - Mistero 32 - La malattia di un fantasma è una malattia dell'animo - Capitolo speciale - Sangue fresco sotto la doccia                                     |                        |                   |                        |
| 8  | 22 novembre 2012 | ISBN 978-4-7575-3792-7 | 18 novembre 2015  | ISBN 978-88-6920-573-6 |
| 8  | Capitoli - Mistero 33 - Il settimo mistero - Mistero 34 - L'armadietto che non si apre - Capitolo speciale - Le misure di Yuko-san - Mistero 35 - L'ultima indagine paranormale - Mistero 36 - Il passato - Mistero 37 - Memorie dell'ombra (I)                                                                  |                        |                   |                        |
| 9  | 22 giugno 2013 | ISBN 978-4-7575-3989-1 | 16 dicembre 2015  | ISBN 978-88-6920-601-6 |
| 9  | Capitoli - Mistero 38 - Memorie dell'ombra (II) - Mistero 39 - Memorie dell'ombra (III) - Mistero 40 - Memorie dell'ombra (IV) - Mistero 41 - Memorie dell'ombra (V) - Mistero 42 - Odio oltre ogni limite - Capitolo speciale - Le foto del fantasma di Yuko-san - Capitolo speciale - Quando Teiichi è assente |                        |                   |                        |
| 10 | 22 novembre 2013 | ISBN 978-4-7575-4091-0 | 20 gennaio 2016   | ISBN 978-88-6920-647-4 |
| 10 | Capitoli - Mistero 43 - Tracce della sera - Mistero 44 - L'aula dei morti - Mistero 45 - Hai sentito quella storia? - Epilogo - La donna dalla bocca squarciata (I) - Epilogo - La donna dalla bocca squarciata (II)                                                                                             |                        |                   |                        |

### Drama-CD
Un drama-CD ispirato al manga è stato pubblicato dalla Frontier Works il 22 luglio 2010.

### Anime

Logo dell'anime

L'adattamento animato basato sulla serie realizzato dalla Silver Link è stato annunciato sul numero di gennaio della rivista Monthly Gangan Joker della Square Enix ed è iniziato in Giappone l'8 aprile 2012. La serie è anche trasmessa in streaming da Crunchyroll. I diritti della serie sono stati acquistati in America Settentrionale dalla Sentai Filmworks.

#### Episodi
| Nº  | Titolo italiano (traduzione letterale) Giapponese 「Kanji」 - Rōmaji | In onda          | In onda |
| Nº  | Titolo italiano (traduzione letterale) Giapponese 「Kanji」 - Rōmaji | Giapponese       |         |
| 1   | La fanciulla fantasma 「幽霊乙女」 - Yūrei otome                     | 8 aprile 2012    |         |
| 2   | L'incontro della fanciulla 「邂逅乙女」 - Kaikō otome                | 15 aprile 2012   |         |
| 3   | La fanciulla del crepuscolo 「昏黒乙女」 - Konkoku otome             | 22 aprile 2012   |         |
| 4   | La fanciulla dell'aurora 「払暁乙女」 - Futsugyō otome               | 29 aprile 2012   |         |
| 5   | La fanciulla del desiderio 「憧憬乙女」 - Shōkei otome               | 6 maggio 2012    |         |
| 6   | La fanciulla della vendetta 「復讐乙女」 - Fukushū otome             | 13 maggio 2012   |         |
| 7   | La fanciulla dell'oblio 「忘却乙女」 - Bōkyaku otome                 | 20 maggio 2012   |         |
| 8   | La fanciulla della memoria 「追憶乙女」 - Tsuioku otome              | 27 maggio 2012   |         |
| 9   | La fanciulla dell'odio 「怨念乙女」 - Onnen otome                    | 3 giugno 2012    |         |
| 10  | La fanciulla persa 「喪失乙女」 - Sōshitsu otome                     | 10 giugno 2012   |         |
| 11  | La fanciulla dalle lacrime amare 「紅涙乙女」 - Kōrui otome          | 17 giugno 2012   |         |
| 12  | La fanciulla crepuscolo 「黄昏乙女」 - Tasogare otome                | 24 giugno 2012   |         |
| OAV | La fanciulla dell'esorcismo 「退魔乙女」 - Taima otome               | 28 novembre 2012 |         |

#### Colonna sonora
Sigla di apertura
- Choir Jail cantata da Konomi Suzuki

Sigla di chiusura
- Calandorie (カランドリエ?, Karandorie) cantata da Aki Okui